# تراموتولا
تراموتولا (به ایتالیایی: Tramutola) یک کومونه در ایتالیا است که در استان پوتنزا واقع شده‌است.

## خصوصیات
تراموتولا ۳۶٫۴۸ کیلومترمربع مساحت و ۳٬۲۵۰ نفر جمعیت دارد و ۶۵۰ متر بالاتر از سطح دریا واقع شده‌است.